# Dennis Carvalho
Dennis de Carvalho (São Paulo, 27 de septiembre de 1947) es un actor, doblador y director de telenovelas brasileño.

## Biografía
Tenía apenas once años de edad cuando hizo el primer casting en la TV Paulista para participar de la novela Oliver Twist. Ya en 1964, ingresó en la Rede Tupi y participó de innúmeros teleteatros. En seguida fue contratado por la Rede Globo, donde está hasta hoy. 
Como actor, trabajó en O Meu Pé de Laranja Lima, Ídolo de Pano, Pecado Capital, O Casarão, Brilhante, Brega e Chique y Vale todo, entre otras. Comenzó a dirigir telenovelas y series a partir de Sem Lenço, Sem Documento, de 1977. Entre sus trabajos atrás de las cámaras, se destacan novelas de impacto como Eu Prometo, Corpo a Corpo, Roda de Fogo, Vale todo, Fera Ferida,  Celebridad y Paraíso Tropical, además de miniseries como Años Rebeldes y Dalva e Herivelto - Uma Canção de Amor y las series Malu Mulher, Amizade Colorida y A Justiceira. También fue uno de los directores del programa semanal de humor de gran êxito Sai de Baixo. Fue el responsable por la dirección de la reciente "novela de las nueve", Insensato corazón, escrita por Gilberto Braga (su socio habitual) y Ricardo Linhares. En 2013, dirigió la trama de las siete Laberintos del corazón de Maria Adelaide Amaral y Vincent Villari.
Trabajó como actor de doblaje, siendo la voz de Roger "Race" Bannon de Jonny Quest, cabo Rusty en Rin Tin Tin, Capitán Kirk en Viaje a las estrellas y Jerry en El túnel del tiempo.
Estuvo casado con la actriz Bete Mendes, la psicóloga Maria Tereza Schimdt y las actrices Christiane Torloni, Monique Alves, Ângela Figueiredo, Tássia Camargo y Deborah Evelyn, con quien quedó casado por 24 años y se separó en 2012. Es padre de Leonardo Carvalho, actor, su hijo con Christiane, Tainá, hija de Monique, y Luíza, fruto de la unión con Deborah, con la ayuda de ella, superó conflictos más serios, como la muerte de su hijo Guilherme, gemelo de Leonardo, en 1991, y las drogas.

## Carrera

### Como director
- 1977/78 - Sem Lenço, Sem Documento
- 1978 - Te Contei?
- 1978/79 - Dancin' Days
- 1979/80 - Malu Mulher
- 1981 - Amizade Colorida
- 1982 - Quem Ama Não Mata
- 1983 - Parabéns pra você
- 1983/84 - Eu Prometo
- 1984/85 - Corpo a Corpo
- 1986/87 - Roda de Fogo
- 1988/89 - Vale todo
- 1990 - A, E, I, O... Urca
- 1990 - Mico Preto
- 1991/92 - O Dono do Mundo
- 1992 - Anos Rebeldes
- 1993/94 - Fera Ferida
- 1994/95 - Pátria Minha
- 1995/96- Explode Coração
- 1996/2002 - Sai de Baixo
- 1997 - A Justiceira
- 1998 - Labirinto
- 1999 - Andando nas Nuvens
- 2000 - El clavel y la rosa
- 2001 - Um Anjo Caiu do Céu
- 2002 - Deseos de mujer
- 2003/2004 - Celebridad
- 2004/2005 - Como uma Onda
- 2006 - JK
- 2007 - Paraíso Tropical
- 2008 - Três Irmãs
- 2010 - Dalva e Herivelto - Uma canção de amor
- 2011 - Insensato corazón
- 2012 - Lado a lado
- 2013 - Laberintos del corazón
- 2013/2014 - Malhação
- 2014 - Criança Esperança
- 2014/2015 -  Show da Virada
- 2015 - Mujeres ambiciosas

### Como actor
- 1966 - As Aventuras de Eduardinho - Dudu
- 1967/68 - Os Rebeldes - Plínio
- 1974/75 - Ídolo de Pano - Jean (Rede Tupi)
- 1975/76 - Pecado Capital - Nélio Porto Rico
- 1976 - O Casarão - Atílio de Souza
- 1977 - Locomotivas - Netinho
- 1978 - Ciranda, Cirandinha (serie)
- 1978 - Te Contei? - Alex
- 1979/80 - Malu Mulher - Pedro Henrique (serie)
- 1981/82 - Brilhante - Inácio Newman
- 1987 - Brega e Chique - Baltazar
- 1988/89 - Vale Tudo - William
- 1993 - Sex Appeal - Wálter
- 1993 - O Mapa da Mina - Erasmo
- 1995 - História de Amor - Gomide
- 2001 - Um Anjo Caiu do Céu - Jaime
- 2002/2003 - El beso del vampiro - Conde Drácula
- 2003 - Celebridad - Eduardo Luiz
- 2004 - Programa Novo (especial)
- 2007 - Paraíso Tropical - Senador Luiz Fernando Cardoso
- 2010 - Clandestinos - O Sonho Começou - director de film (serie)
- 2011 - Insensato corazón - Presentador
- 2011 - Lara com Z - director de teatro
- 2015 - Mujeres ambiciosas - Lauro

### Cine (actor)
- 1970 - Elas .... Miro
- 1971 - Diabólicos Herdeiros
- 1976 - Ninguém Segura Essas Mulheres .... Aurélio
- 1982 - Beijo na Boca .... Artur
- 1984 - Sole nudo .... De Bernardis
- 1984 - Espelho de Carne .... Álvaro Cardoso
- 1987 - Leila Diniz (1987) .... Flávio Cavalcanti
- 2001 - A Partilha .... Carlos
- 2006 - Se Eu Fosse Você (2006) .... Arnaldo

### Teatro (actor)
- 1970 - Hair